# Dicranota indra
Dicranota (Rhaphidolabis) indra là một loài ruồi trong họ Pediciidae. Chúng phân bố ở vùng Indomalaya.